# U.S. Route 310
La U.S. Route 310 (US 310) est une US Route auxiliaire de l'ancien tracé de la US 10 (remplacée par l'I-90). Elle parcourt 108 miles (174 km) depuis Greybull, Wyoming à Laurel, Montana. Puisque la US 10 a été déclassée à l'ouest de Fargo, Dakota du Nord, la US 310 ne rencontre plus sa route-mère. La US 10 a été remplacée par l'I-94 et l'I-90.

## Description du tracé

### Wyoming
La US 310 débute à l'intersection avec la US 14 / US 16 / US 20 / WYO 789 à Greybull. Elle se dirige vers le nord-ouest jusqu'à Lovell où elle forme un multiplex avec la US 14A vers l'ouest. Le multiplex prend rapidement fin et la US 310 reprend un alignement vers le nord-ouest jusqu'à Cowley, vers l'ouest jusqu'à Deaver et vers le nord jusqu'à Frannie. Un peu au nord de cette municipalité, la route atteint la frontière du Montana.

### Montana
La US 310 entre au Montana au sur de Warren. Elle se dirige vers le nord-ouest jusqu'à Bridger, où elle prend un alignement vers le nord. Elle longe la Clarks Fork Yellowstone vers le nord jusqu'à Rockvale, où elle rencontre la US 212. Les deux routes forment un multiplex jusqu'à Laurel, toujours en longeant la rivière. Après avoir traversé la rivière Yellowstone, la US 212 / US 310 atteint l'I-90. La US 212 y prend fin mais la US 310 se prolonge quelque peu pour entrer dans la ville. Elle prend fin à l'intersection avec l'I-90 BL, laquelle est l'ancien tracé de la US 10. La route se poursuit vers le nord comme 1st Avenue dans la ville et S-532 à la sortie de la ville.

## Intersections majeures
Wyoming
 US 14 / US 16 / US 20 / WYO 789 à Greybull
 US 14A à Lovell. Les routes forment un multiplex jusqu'à l'ouest de Lovell
Montana
 US 212 à Rockvale. Les routes forment un multiplex jusqu'à Laurel.
 I-90 à Laurel
 I-90 BL / S-532 à Laurel